# Бенуа Костіль
Бенуа́ Кості́ль (фр. Benoît Costil, нар. 30 липня 1987, Кан) — французький футболіст, воротар італійської «Салернітани».

## Клубна кар'єра
У дорослому футболі дебютував 2005 року виступами за «Кан», в якому провів три сезони, взявши участь лише у 9 матчах чемпіонату.
Протягом сезону 2008–09 років захищав кольори клубу «Ванн».
Своєю грою привернув увагу представників тренерського штабу клубу Ліги 2 «Седан», до складу якого приєднався 17 червня 2009 року. Відіграв за команду із Седана наступні два сезони своєї ігрової кар'єри. У складі «Седана» був основним голкіпером команди.
14 червня 2011 року перейшов до клубу Ліги 1 «Ренн». У бретонському клубі став основним воротарем, відігравши за шість сезонів 255 матчів у всіх змаганнях. Також разом з командою з Ренна Костіль дебютував у єврокубках, зігравши в Лізі Європи УЄФА 2011/12.
До складу клубу «Бордо» приєднався в червні 2017 року як вільний агент, після завершення угоди з «Ренном». У складі «жирондинців» Костіль став капітаном команди та також був основним воротарем. За п'ять сезонів відіграв за команду 182 матчі у всіх змаганнях. За результатами сезону 2021/22 «Бордо» втратив місце в Лізі 1, і Костіль залишив команду.
Першу половину наступного сезону 2022/23 провів як основний голкіпер «Осера», а другу —  у складі «Лілля», тренерський штаб якого розглядав його виключно як резервного воротаря.
31 липня 2023 року уклав однорічний контракт з італійською «Салернітаною», яка стала першим іноземним клубом у його кар'єрі.

## Виступи за збірну
З 2002 року виступав за юнацькі збірна Франції різних вікових категорій. 2004 року став чемпіоном Європи серед юнаків до 17 років.
2008 року залучався до складу молодіжної збірної Франції. На молодіжному рівні зіграв у 2 офіційних матчах.
З 2014 року викликався до національної збірної Франції. 2016 року був у складі збірної на домашній чемпіонат Європи, але на поле не вийшов. Дебютував за збірну 16 листопада 2016 в товариському матчі проти Кот-д'Івуару (0:0). Це матч став для Костіля єдиним у складі французької  збірної.

## Статистика виступів

### Статистика клубних виступів
Станом на 31 липня 2023
| Сезон             | Команда           | Чемпіонат         | Чемпіонат | Чемпіонат | Національний кубок | Національний кубок | Національний кубок | Континентальні кубки | Континентальні кубки | Континентальні кубки | Інші змагання | Інші змагання | Інші змагання | Усього | Усього |
| Сезон             | Команда           | Ліга              | Ігор      | Голів     | Ліга               | Ігор               | Голів              | Ліга                 | Ігор                 | Голів                | Ліга          | Ігор          | Голів         | Ігор   | Голів  |
| ----------------- | ----------------- | ----------------- | --------- | --------- | ------------------ | ------------------ | ------------------ | -------------------- | -------------------- | -------------------- | ------------- | ------------- | ------------- | ------ | ------ |
| 2005–06           | «Кан»             | Л2                | 4         | -4        | КФ+КЛ              | 1+1                | 0 + -2             | -                    | -                    | -                    | -             | -             | -             | 6      | -6     |
| 2006–07           | «Кан»             | Л2                | 0         | 0         | КФ+КЛ              | 0+1                | -1                 | -                    | -                    | -                    | -             | -             | -             | 1      | -1     |
| 2007–08           | «Кан»             | Л1                | 5         | -12       | КФ+КЛ              | 0+2                | -6                 | -                    | -                    | -                    | -             | -             | -             | 7      | -18    |
| Усього за Caen    | Усього за Caen    | Усього за Caen    | 9         | -16       |                    | 5                  | -9                 |                      | -                    | -                    |               | -             | -             | 14     | -25    |
| 2008–09           | «Ванн»            | Л2                | 27        | -31       | КФ+КЛ              | 0+0                | 0                  | -                    | -                    | -                    | -             | -             | -             | 27     | -31    |
| 2009–10           | «Седан»           | Л2                | 38        | -45       | КФ+КЛ              | 2+5                | -1 + -3            | -                    | -                    | -                    | -             | -             | -             | 45     | -49    |
| 2010–11           | «Седан»           | Л2                | 38        | -37       | КФ+КЛ              | 2+1                | -2 + -0            | -                    | -                    | -                    | -             | -             | -             | 41     | -39    |
| Усього за «Седан» | Усього за «Седан» | Усього за «Седан» | 76        | -82       |                    | 10                 | -6                 |                      | -                    | -                    |               | -             | -             | 86     | -88    |
| 2011–12           | «Ренн»            | Л1                | 37        | -42       | КФ+КЛ              | 5+0                | -5                 | ЛЄ                   | 9                    | -10                  | -             | -             | -             | 51     | -57    |
| 2012–13           | «Ренн»            | Л1                | 37        | -58       | КФ+КЛ              | 0+5                | -4                 | -                    | -                    | -                    | -             | -             | -             | 42     | -62    |
| 2013–14           | «Ренн»            | Л1                | 38        | -45       | КФ+КЛ              | 6+0                | -5                 | -                    | -                    | -                    | -             | -             | -             | 44     | -50    |
| 2014–15           | «Ренн»            | Л1                | 38        | -42       | КФ+КЛ              | 3+3                | -5 + -4            | -                    | -                    | -                    | -             | -             | -             | 44     | -51    |
| 2015–16           | «Ренн»            | Л1                | 31        | -45       | КФ+КЛ              | 2+0                | -5                 | -                    | -                    | -                    | -             | -             | -             | 33     | -50    |
| 2016–17           | «Ренн»            | Л1                | 38        | -42       | КФ+КЛ              | 2+1                | -4 + -2            | -                    | -                    | -                    | -             | -             | -             | 41     | -48    |
| Усього за «Ренн»  | Усього за «Ренн»  | Усього за «Ренн»  | 219       | -274      |                    | 27                 | -34                |                      | 9                    | -10                  |               | -             | -             | 254    | -318   |
| 2017–18           | «Бордо»           | Л1                | 36        | -45       | КФ+КЛ              | 1+0                | -2                 | ЛЄ                   | 2                    | -2                   | -             | -             | -             | 39     | -49    |
| 2018–19           | «Бордо»           | Л1                | 37        | -42       | КФ+КЛ              | 1+1                | -1 + -3            | ЛЄ                   | 12                   | -9                   | -             | -             | -             | 51     | -55    |
| 2019–20           | «Бордо»           | Л1                | 28        | -34       | КФ+КЛ              | 0+1                | -2                 | -                    | -                    | -                    | -             | -             | -             | 29     | -36    |
| 2020–21           | «Бордо»           | Л1                | 38        | -56       | КФ                 | 0                  | 0                  | -                    | -                    | -                    | -             | -             | -             | 38     | -56    |
| 2021–22           | «Бордо»           | Л1                | 25        | -62       | КФ                 | 0                  | 0                  | -                    | -                    | -                    | -             | -             | -             | 25     | -62    |
| Усього за «Бордо» | Усього за «Бордо» | Усього за «Бордо» | 164       | -239      |                    | 4                  | -8                 |                      | 14                   | -11                  |               | -             | -             | 182    | -258   |
| 2022-січ. 2023    | «Осер»            | Л1                | 19        | -41       | КФ                 | 0                  | 0                  | -                    | -                    | -                    | -             | -             | -             | 19     | -41    |
| січ.-черв. 2023   | «Лілль»           | Л1                | 0         | -0        | КФ                 | 0                  | 0                  | -                    | -                    | -                    | -             | -             | -             | 0      | -0     |
| Усього за кар'єру | Усього за кар'єру | Усього за кар'єру | 514       | -683      |                    | 46                 | -57                |                      | 23                   | -21                  |               | -             | -             | 583    | -761   |

### Статистика виступів за збірну
| Дата       | Місто | Господарі | Результат | Гості       | Турнір           | Голи | Примітки |
| ---------- | ----- | --------- | --------- | ----------- | ---------------- | ---- | -------- |
| 15-11-2016 | Ланс  | Франція   | 0 – 0     | Кот-д'Івуар | товариський матч | -    |          |
| Усього     |       | Матчів    | 1         |             | Голів            | -0   |          |

## Досягнення
- Чемпіон Європи (U-17): 2004
- Переможець Кубка Меридіан: 2005
- Віце-чемпіон Європи: 2016
- Переможець Ліги націй УЄФА: 2021-22
- Переможець Тулонського турніру: 2007
- Найкращий воротар Ліги 2: 2011